# Sebastião da Gama

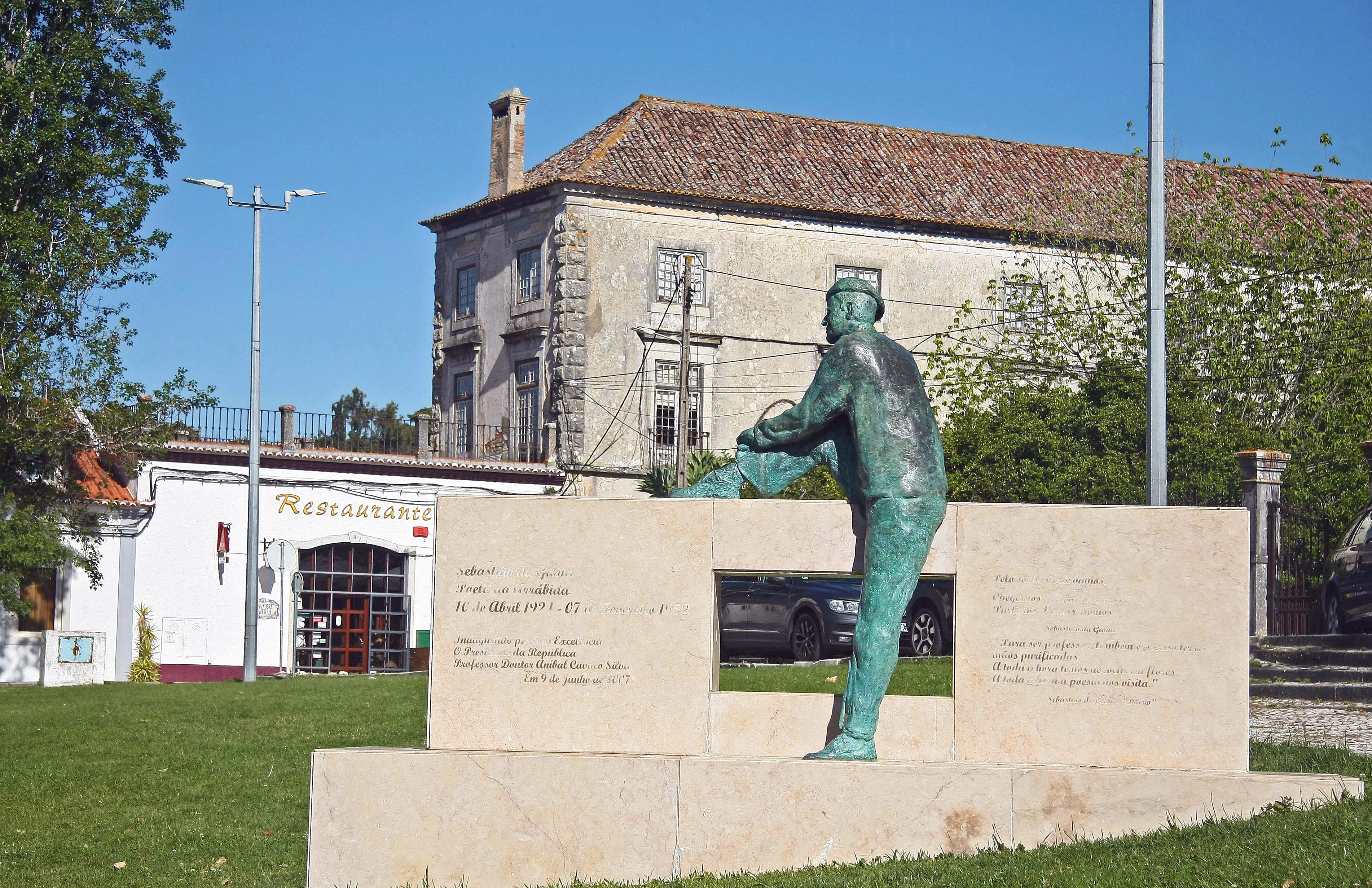
da Gama gewidmetes Monument in Azeitão

Sebastião da Gama, eigentlich Sebastião Artur Cardoso da Cunha Gama (* 10. April 1924 in Vila Nogueira de Azeitão, Distrikt Setúbal, Portugal; † 7. Februar 1952 in Lissabon, Portugal) war ein bedeutender portugiesischer Lyriker und Pädagoge.

## Leben
Sebastião da Gama wurde in einer kleinen Gemeinde im Distrikt Setubal geboren. Schon seit seiner Kindheit litt er an Tuberkulose, der Krankheit, die ihn letztlich das Leben kostete. Er studierte Romanische Philologie an der Literarischen Fakultät der Universität von Lissabon und machte seinen Abschluss 1947. Danach arbeitete er als Lehrer an diversen Schulen in Lissabon, Setubal und Estremoz. 1951 heiratete er.
In den 40er Jahren schrieb er auch für die Zeitschriften Arvore und Tavola Redonda. Er wurde als ein Mann beschrieben, der in seinem ganzen Wesen ein Poet war, in jeder Geste, in jedem Wort, das er sprach. Sein Debüt als Lyriker hatte er 1945 mit dem Bändchen Serra Mae.
Mit dem bekannten portugiesischen Schriftsteller David Mourão-Ferreira stand er in Briefkontakt. Heute ist eine Schule in Setubal nach dem Dichter benannt. Auch einer der bedeutendsten Literatur- und Poesiepreise des Landes, der Premio Nacional da Poesia-Sebastiao da Gama, wird seit 1989 alle zwei Jahre verliehen.
Der Dichter starb am 7. Februar 1952 in einem Krankenhaus in Lissabon.

## Werk
Hauptthemen seines Werkes waren die Liebe, die Natur, das Wesen des Menschen und die von ihm so geliebte Serra da Arrabida, in der er eine lange Zeit seines Lebens gelebt hatte, die er häufig besang. Auch schrieb er ein Madrigal und Gedicht über Amália Rodrigues. Ebenso bedeutend wie seine Lyrik ist jedoch sein seit 1949 geführtes Tagebuch, das er in Englisch und Französisch schrieb. Die darin enthaltene Botschaft, für den Menschen sei das Wichtigste, zum Guten geführt zu werden und nur über die Poesie seien die Kinder zum Guten und Schönen zu erziehen, fand viele Anhänger in Portugal und machte ihn in den wenigen Jahren, die ihm dann noch blieben, und auch posthum sehr beliebt. Er hoffte, mit seiner Botschaft auch das Ausland zu erreichen, daher schrieb er in den anderen Sprachen.

## Werke (Auswahl)
- Serra Mae, 1945, Lyrik.
- Loas a Nossa Senhora da Arrabida, 1946 (Co-Autor, zusammen mit Miguel Caleiro), Lyrik.
- Cabo da Boa Esperanca, 1947, Lyrik.
- Diario (das Tagebuch), geführt von 1949 bis 1952.
- Campo Aberto, 1951, Lyrik.
- Lugar de Bocage na Poesia Portuguesa, (Der Stellenwert von Bocage innerhalb der Portugiesischen Lyrik), Broschur, Herausgegeben von der Universität Lissabon, anlässlich einer Konferenz gleichen Titels im Jahre 1950; 1953 (posthum) (da Gama war Verfasser der Gesamtschrift).
- Pelo sonho e que vamos, 1953, Lyrik (posthum).
- Itinerariu paralelo, 1967, Lyrik (posthum).
- O segredo e amor, 1969, Lyrik (posthum).
- Cartas I, (Briefe), 1994 (posthum).